# Општина Обилић
Општина Обилић је општина у Србији основана 23. јуна 1988. године, а почела да функционише 27. новембра 1989. године. Ова општина, заједно са општинама Косово Поље и Ново Брдо, настала је 2. јула 1988. године од насеља тадашње општине Приштина (Сл. лист САП Косова; 18/88).

## Становништво
Према попису становништва из 1991. године етничку структуру Општине Обилић чине Албанци са 46,3% Срби и Црногорци са 39,8%, Роми са 12,8% и Муслимани са 1,1%.
| Етнички састав према попису из 2011.‍ | Етнички састав према попису из 2011.‍ | Етнички састав према попису из 2011.‍ | Етнички састав према попису из 2011.‍ | Етнички састав према попису из 2011.‍ |
| ------------------------------------ | ------------------------------------ | ------------------------------------ | ------------------------------------ | ------------------------------------ |
|                                      |                                      |                                      |                                      |                                      |
| Албанци                              | Албанци                              |                                      | 19.854                               | 92,13%                               |
| Роми                                 | Роми                                 |                                      | 661                                  | 3,07%                                |
| Ашкалије                             | Ашкалије                             |                                      | 578                                  | 2,68%                                |
| Срби*                                | Срби*                                |                                      | 276                                  | 1,28%                                |
| Бошњаци                              | Бошњаци                              |                                      | 58                                   | 0,27%                                |
| Египћани                             | Египћани                             |                                      | 27                                   | 0,13%                                |
| Горанци                              | Горанци                              |                                      | 5                                    | 0,02%                                |
| Турци                                | Турци                                |                                      | 2                                    | 0,01%                                |

- Срби су делимично бојкотовали попис

## Насеља
| - Аде - Бабин Мост - Бакшија - Брезница - Црквена Водица - Горњи Грабовац - Хамидија - Крушевац - Лазарево | - Лесковчић - Мазгит - Милошево - Обилић - Племетина - Расково - Рудник Косово - Сибовац - Шипитула |

## Скупштина Општине
На последњим изборима одржаним 11. маја 2008. године у локалном парламенту Скупштине Општине Обилић политичке организације које су ушле у локалну Скупштину су: 
- Српска радикална странка – 12 одборника
- Група Грађана „За Нови Обилић“ – 10 одборника
- Покрет снага Србије – 6 одборника
- Демократска странка Србије – 5 одборника
- Социјалистичка партија Србије – 4 одборничка места.

### Председници општине
Досадашњи председници Скупштине Општине Обилић су:
1. Златибор Ђорђевић из Црквене Водице (два мандата)(од 1989. године до 1993. год.)из ГГ-СПО-ДС-ДСС
2. Милутин Николић из Црквене Водице (од 1993. године до 1993. године шест месеци)из ГГ-СПО-ДС-ДСС
3. Зоран Милошевић из Црквене Водице (два мандата)(од ) (од 1995. године до 1999. год.)СПС
4. Данчетовић М. Драган из Бабиног Моста овлашћено лице од после рата 1999 год. до 2002.(именован од стране Владе Републике Србије) СПС
5. Мирче Јаковљевић из Племетине (два мандата, именован од стране Владе Републике Србије)СПО
6. Миленко Андрић из Племетине (именован од стране Владе Републике Србије) ДХСС
7. Љубомир Босанац из Племетине(од 2008. године до 2010. год)СРС
8. Горан Данчетовић из Бабиног Моста (од 2010 до 2013. ) ДС
9. Ненад Денић из Бабиног Моста, Председник општинског већа од 2013год.(именован од стране Владе Републике Србије) СНС

## Проблеми
Највећи проблем за све становнике ове општине је незапосленост, заједно са загађењем животне средине, регионалним депонијама смећа и недостатком тржишта за пољопривредне производе. Српска заједница данас живи на периферији општине, заједно са великом већином Ашкалија и Рома у селима Племетина, Милошево, Бабин Мост, Црквена Водица, а за њихову безбедност гарантују припадници Словеначког контингента КФОР-а. Највеће тешкоће око повратка избеглих представљају проблеми око безбедности, висока стопа незапослености и узурпирана имовина. Већина повратника је након неког времена отишла у друге крајеве Србије, због недостатка подршке.